# 梵净蒲儿根
梵净蒲儿根（学名：Sinosenecio fanjingshanicus）为菊科蒲儿根属的植物，为中国的特有植物。分布于中国大陆的贵州等地，一般生于岩石上，目前尚未由人工引种栽培。